# Dorvillea roemeri
Dorvillea roemeri är en ringmaskart som först beskrevs av Augener 1912.  Dorvillea roemeri ingår i släktet Dorvillea och familjen Dorvilleidae. Inga underarter finns listade i Catalogue of Life.